# 409 (numero)
Quattrocentonove (409) è il numero naturale dopo il 408 e prima del 410.

## Proprietà matematiche
- È un numero dispari.
- È un numero difettivo.
- È l'80º numero primo, dopo il 401 e prima del 419.
- È un numero felice.
- È un numero di Ulam.
- È un numero palindromo e un numero ondulante nel sistema di numerazione posizionale a base 4 (12121) e in quello a base 17 (171).
- È un numero fortunato.
- È parte delle terne pitagoriche (120, 391, 409) , (409, 83640, 83641).

## Astronomia
- 409P/LONEOS-Hill è una cometa periodica del sistema solare.
- 409 Aspasia è un asteroide della fascia principale del sistema solare.
- NGC 409 è una galassia ellittica della costellazione dello Scultore.

## Astronautica
- Cosmos 409 è un satellite artificiale russo.